# 31134 Цуррія
31134 Цуррія (31134 Zurria) — астероїд головного поясу, відкритий 27 вересня 1997 року.
Тіссеранів параметр щодо Юпітера — 3,510.